# She's a Rainbow
«She's A Rainbow» —en español: «Ella es un arcoíris»— es una canción de la banda británica The Rolling Stones incluida en el álbum del año 1967 Their Satanic Majesties Request y escrita por Mick Jagger y Keith Richards.

## Inspiración y grabación
Se la ha llamado como "la canción más bonita e inusual" que Jagger y Richards hayan escrito para los Stones, aunque con una intención ambigua. Cuenta con una magnífica lírica, un piano vibrante de Nicky Hopkins, el melotrón usado por Brian Jones y la riqueza de la interpretación de Jagger.
John Paul Jones, posterior miembro de Led Zeppelin, hizo los arreglos de cuerdas durante sus días como músico de sesión. A pesar de varios rumores que dicen lo contrario, ningún miembro de The Beatles participó en la grabación. Las voces son de Richards, Jagger, Jones y Bill Wyman.
El coro de la canción fue tomado de la canción «She Comes In Colors» de Arthur Lee y Love.

## Lanzamiento y legado
La canción se publicó como sencillo el 23 de diciembre de 1967 solo en los Estados Unidos, alcanzando el puesto número 25. 
Aparece en varios discos compilatorios de los Stones, incluido en Through the Past, Darkly (Big Hits Vol. 2) (1969), More Hot Rocks (Big Hits & Fazed Cookies) (1972), Singles Collection: The London Years (1989), Forty Licks (2002), y GRRR! (2012).

## En directo
La canción debutó en directo siendo ocasionalmente interpretada durante el Bridges to Babylon Tour entre 1997-98, 30 años después de su publicación. Los Stones también tocaron la canción por solicitud del público en Santiago de Chile y São Paulo, Brasil, durante su América Latina Olé Tour en febrero de 2016. Y también se tocó en algunos conciertos del No Filter Tour 2017-21 y del Sixty Tour 2022.

## Personal
Acreditados:
- Mick Jagger: voz, percusión
- Keith Richards: guitarra acústica, coros
- Brian Jones: Mellotrón, guitarra eléctrica, percusión, coros
- Bill Wyman: bajo, coros
- Charlie Watts: batería
- Nicky Hopkins: piano, celesta
- John Paul Jones: arreglo de cuerdas

## Posicionamiento en las listas
| Listas (1967–68)                   | Mejor posición |
| ---------------------------------- | -------------- |
| Austria (Ö3 Austria Top 40)        | 8              |
| Bélgica (Flandes) (Ultratop 50)    | 13             |
| Canadá (RPM)                       | 9              |
| Estados Unidos (Billboard Hot 100) | 25             |
| Países Bajos (Mega Single Top 100) | 2              |
| Suiza (Schweizer Hitparade)        | 3              |
| Listas (2007)                      | Mejor posición |
| Dinamarca (Tracklisten)            | 25             |
| Suiza (Schweizer Hitparade)        | 91             |

## Versiones de otros artistas
- La canción ha sido interpretada por World of Twist y por la artista alemana Nena para su álbum Cover Me.

## En la cultura popular
- Este tema también hizo parte de la banda sonora de la comedia colombiana Tentaciones, en las escenas de reconciliación entre Rafael y Camila durante la década de 1990.

- La canción se utilizó en 1999 para la publicidad de Apple iMac, donde se muestra la variedad y colores disponibles del producto.

- La canción aparece en el anuncio Play-Doh de Sony BRAVIA. Además sirvió para el comercial de Sony HDNA que se mostró durante el Campeonato de la AFC, en el juego de los San Diego Chargers y los New England Patriots el 8 de enero de 2008.

- También fue usada en un Spot publicitario perteneciente al Banco de Chile para su campaña para la Teletón (2010).

- La canción aparece en el primer episodio de Legión (serie de televisión).

- La canción se usó en 2018 para un Spot de la compañía de modas Dior.

- La canción se utilizó en el episodio 3 de la 8.ª temporada de American Horror Story: Apocalypse en la entrada triunfal de las brujas

- La canción se utilizó en el 2020 para un anuncio de Adobe para promocionar Adobe Creative Cloud.

- La canción aparece en la película Cruella.
- La canción aparece en el episodio 5 de la 2.ª temporada de la serie Ted Lasso de Apple TV+.